# Électronique moléculaire
L'électronique moléculaire (parfois appelée molectronique) est un thème interdisciplinaire qui couvre la physique, la chimie et la science des matériaux. L'élément unificateur est le recours à des « briques » moléculaires pour la fabrication de composants électroniques, qu'ils soient actifs ou passifs. Le concept de l'électronique moléculaire a suscité beaucoup d'enthousiasme parmi les scientifiques mais également parmi les aficionados de science-fiction, en raison de la perspective de réduction de la taille en électronique, grâce au contrôle des propriétés à l'échelle moléculaire. L'électronique moléculaire est à ce titre la brique qui permet d'étendre la loi de Moore au-delà de la limite prévue pour les circuits intégrés conventionnels en silicium.
En raison de la large utilisation de l'expression, l'électronique moléculaire peut être divisée en deux disciplines distinctes mais connexes : les matériaux moléculaires pour l'électronique qui utilisent les propriétés des molécules pour affecter les propriétés intrinsèques du matériau, et l'électronique à l'échelle moléculaire qui se concentre sur des applications à une seule molécule,.